# Onze-Lieve-Vrouwekapel (Oosterzele)

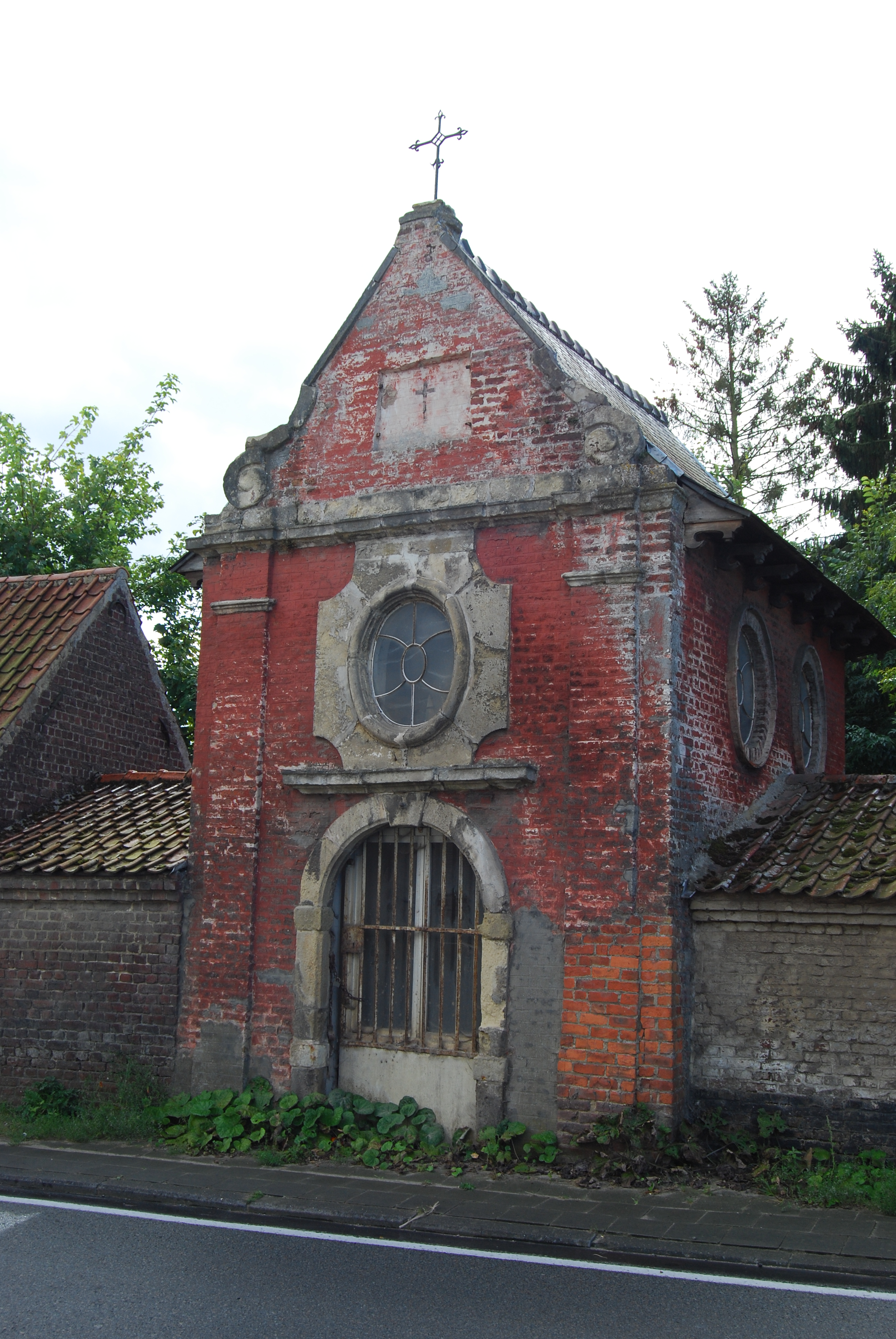
Onze-Lieve-Vrouwekapel

De Onze-Lieve-Vrouwekapel is een kapel in de Oost-Vlaamse plaats Oosterzele, gelegen aan de Keiberg.

## Geschiedenis
Deze kapel werd gebouwd in 1716 en gewijd aan Onze-Lieve-Vrouw van Loreto. De kapel werd uitgevoerd in rood geschilderde baksteen en natuursteen en is in barokstijl.
In de kapel vindt men een gepolychromeerd houten portiekaltaar uit de 18e eeuw dat ook een schildering van Onze-Lieve-Vrouw met Kind omvat.